# Gerhard Siedl
Gerhard Siedl, född 22 mars 1929 i München, död 9 maj 1998, var en tysk fotbollsspelare.
Siedl spelade bland annat för klubblagen Bayern München, Karlsruher SC och 1. FC Saarbrücken. I slutet av sin karriär flyttade han utomlands och spelade i Österrike, Schweiz och Nederländerna.
Siedl spelade 16 av de 19 A-landskamper Saarland spelade innan man blev en del av Västtysklands landslag. Endast Waldemar Philippi och Herbert Martin överträffade detta antal matcher för Saar. Siedl gjorde fyra landslagsmål för Saar.
Han spelade 1957–1959 sex landskamper för Västtyskland på vilka han gjorde tre mål.